# Kalliosaari (ö i Birkaland, Övre Birkaland, lat 61,92, long 24,28)
Kalliosaari är en ö i Finland. Den ligger i sjön Väärinjärvi och i kommunen Ruovesi i den ekonomiska regionen  Övre Birkalands ekonomiska region  och landskapet Birkaland, i den södra delen av landet, 200 km norr om huvudstaden Helsingfors. Öns area är 0,1 hektar och dess största längd är 50 meter i nord-sydlig riktning.